# اوبرشلایسهایم
اوبرشلایسهایم (به آلمانی: Oberschleißheim) یک شهر در آلمان است که در منطقه مونیخ واقع شده‌است.

## خصوصیات
اوبرشلایسهایم ۳۰٫۶۰ کیلومترمربع مساحت دارد ۴۸۳ متر بالاتر از سطح دریا واقع شده‌است.